# Маком (Охајо)
Маком (енгл. McComb) град је у америчкој савезној држави Охајо.

## Демографија
По попису из 2010. године број становника је 1.648, што је 28 (-1,7%) становника мање него 2000. године.
| Група             | 2000.         | 2010.         |
| Белци             | 1.582 (94,4%) | 1.454 (88,2%) |
| Афроамериканци    | 4 (0,2%)      | 7 (0,4%)      |
| Азијати           | 10 (0,6%)     | 12 (0,7%)     |
| Хиспаноамериканци | 60 (3,6%)     | 147 (8,9%)    |
| Укупно            | 1.676         | 1.648         |